# Mikey Moore
Mikey Steven Danny Moore (Londres, Inglaterra, 11 de agosto de 2007) es un futbolista británico que juega como delantero en el Rangers F. C. de la Scottish Premiership.

## Estadísticas

### Clubes
Actualizado al último partido disputado el 30 de enero de 2025.
| Club                               | Div.          | Temporada     | Liga  | Liga  | Liga   | Copas nacionales | Copas nacionales | Copas nacionales | Copas internacionales | Copas internacionales | Copas internacionales | Total | Total | Total  |
| Club                               | Div.          | Temporada     | Part. | Goles | Asist. | Part.            | Goles            | Asist.           | Part.                 | Goles                 | Asist.                | Part. | Goles | Asist. |
| ---------------------------------- | ------------- | ------------- | ----- | ----- | ------ | ---------------- | ---------------- | ---------------- | --------------------- | --------------------- | --------------------- | ----- | ----- | ------ |
| Tottenham Hotspur F. C. Inglaterra | 1.ª           | 2023-24       | 2     | 0     | 0      | 0                | 0                | 0                | —                     | —                     | —                     | 2     | 0     | 0      |
| Tottenham Hotspur F. C. Inglaterra | 1.ª           | 2024-25       | 6     | 0     | 1      | 2                | 0                | 0                | 5                     | 1                     | 1                     | 13    | 1     | 2      |
| Tottenham Hotspur F. C. Inglaterra | Total club    | Total club    | 8     | 0     | 1      | 2                | 0                | 0                | 5                     | 1                     | 1                     | 15    | 1     | 2      |
| Total carrera                      | Total carrera | Total carrera | 8     | 0     | 1      | 2                | 0                | 0                | 5                     | 1                     | 1                     | 15    | 1     | 2      |

## Palmarés

### Títulos internacionales
| Título                 | Club                    | Sede   | Año  |
| ---------------------- | ----------------------- | ------ | ---- |
| Liga Europa de la UEFA | Tottenham Hotspur F. C. | Bilbao | 2025 |